# タカ (通貨)
タカ（ベンガル語: টাকা, ラテン文字転写: Taka、記号: ৳）はバングラデシュの通貨単位。ISO-4217コードではBDT。Tk.とも略記される。
補助通貨単位としてポイシャが使われる。1タカは100パイサに相当する。ほかに、高額の通貨を呼ぶ単位として、ラーク（10万）およびカロール（1000万）が使われる。1ラークタカは10万タカ、1カロールは100ラクすなわち1千万タカに相当する。
なお、「タカ」とはインド・ルピーのベンガル語表記でもある。

## 紙幣・硬貨
タカには以下の種類の額面の紙幣と硬貨がある。
- 紙幣 - 1タカ、2タカ、5タカ、10タカ、20タカ、50タカ、100タカ、200タカ、500タカ
- 硬貨 - 1タカ、2タカ、5タカ
  - これらの硬貨は現在も有効であるが、2014年以降タカの硬貨は新規製造されていない。

このうち5タカから500タカまでの紙幣は中央銀行であるバングラデシュ銀行が発行しているが、それ以外の2つの紙幣と全ての硬貨はバングラデシュ政府が発行している。
2012年11月8日、バングラデシュの2タカ貨幣の貨幣製造の事業を5億2千万円で日本の造幣局が落札した。日本が外国の貨幣製造を請け負うのは、記念硬貨ではいくつか例があるが、一般流通する貨幣については戦後初めてとなる。2013年初めには製造開始し、4月から順次バングラデシュに輸送された。
| 2011年シリーズ | 2011年シリーズ | 2011年シリーズ | 2011年シリーズ | 2011年シリーズ     | 2011年シリーズ     | 2011年シリーズ                                    | 2011年シリーズ |
| 画像           | 画像           | 額面           | 大きさ         | 主な配色           | デザイン           | デザイン                                          | 発行年         |
| 表             | 裏             | 額面           | 大きさ         | 主な配色           | 表                 | 裏                                                | 発行年         |
| -------------- | -------------- | -------------- | -------------- | ------------------ | ------------------ | ------------------------------------------------- | -------------- |
|                |                | ৳2             | 100×65 mm      | 緑、サーモンピンク | ムジブル・ラフマン | ショヒド・ミナール                                | 2011年8月9日   |
|                |                | ৳5             | 110×65 mm      | サーモンピンク     | ムジブル・ラフマン | クスバモスク                                      | 2011年8月9日   |
|                |                | ৳10            | 115×65 mm      | ピンク             | ムジブル・ラフマン | バイトゥル・ムカッラム                            | 2012年3月7日   |
|                |                | ৳20            | 120×65 mm      | 緑、黄             | ムジブル・ラフマン | シャイト・ゴンブス・モスク                        | 2012年3月7日   |
|                |                | ৳50            | 131×65 mm      | オレンジ           | ムジブル・ラフマン | ザイヌル・アベディンの絵画「Ploughing（畑打ち）」 | 2012年3月7日   |
|                |                | ৳100           | 139×65 mm      | 青                 | ムジブル・ラフマン | スター・モスク                                    | 2011年8月9日   |
|                |                | ৳200           | 139×65 mm      | 黄、赤             | ムジブル・ラフマン | ムジブル・ラフマンとバングラデシュの農業          | 2020年3月17日  |
|                |                | ৳500           | 147×65 mm      | 深緑、青           | ムジブル・ラフマン | バングラデシュの農業                              | 2011年8月9日   |
|                |                | ৳1000          | 155×65 mm      | 紫、茶             | ムジブル・ラフマン | バングラデシュ国会議事堂                          | 2011年8月9日   |

## 為替レート
外国為替相場はバングラデシュ銀行が公認為替取引業者との取引により設定する。バングラデシュ銀行が公表するタカの交換レートは、2010年12月30日付けで、1米ドル=70.74Tk.（売り渡し価格）、70.75Tk.（買い取り価格）。

## 符号位置
| 記号 | Unicode | JIS X 0213 | 文字参照        | 名称 |
| ---- | ------- | ---------- | --------------- | ---- |
| ৳    | U+09F3  | ‐          | &#x9F3; &#2547; | タカ |